# 大洋化学
大洋化学（たいようかがく）は、和歌山県御坊市に本社を置く樹脂メーカーである。大洋ユニマック、大洋技研を含めて大洋化学グループを形成している。

## 概要
AMOS（アモス）ブランドでの麻雀関連商品製造を主力とし麻雀牌や全自動麻雀卓はトップシェアを誇る。そのほかリサイクル事業、LED照明製造、LEDを使用した野菜工場、なども手がけている。全自動麻雀卓の生産開始は1988年からであり業界でも最後発であるが、改良や新機種の開発を重ね、業界最大手の地位を獲得した。
2011年現在麻雀関連商品の売り上げは37億円に上る

## 歴史
1954年創業。創業者は上西一永の父、上西幹一である。ユリア樹脂を使用した服飾ボタン製造としてスタートする。その後1963年にユリア樹脂を使用した麻雀牌を発売。1988年から全自動麻雀卓機をAMOSブランドで発売開始。1992年中国市場進出。2013年ベトナム市場進出。